# Johannes Frey
Johannes Frey (12 de noviembre de 1996) es un deportista alemán que compite en judo. Su hermano Karl-Richard compite en el mismo deporte.
Participó en los Juegos Olímpicos de Tokio 2020, obteniendo una medalla de bronce en la prueba de equipo mixto. Ganó una medalla de plata en el Campeonato Europeo de Judo de 2022, en la categoría de +100 kg.

## Palmarés internacional
| Juegos Olímpicos   | Juegos Olímpicos | Juegos Olímpicos  | Juegos Olímpicos |
| Año                | Lugar            | Medalla           | Categoría        |
| ------------------ | ---------------- | ----------------- | ---------------- |
| 2020               | Tokio (Japón)    | Medalla de bronce | Equipo mixto     |
| Campeonato Europeo |                  |                   |                  |
| Año                | Lugar            | Medalla           | Categoría        |
| 2022               | Sofía (Bulgaria) | Medalla de plata  | +100 kg          |